# Austin Krajicek
Austin Krajicek, född den 16 juni 1990 i Tampa, är en amerikansk tennisspelare.

## Karriär
Austin Krajicek har spelat profession tennis sedan 2012. Har har vunnit 12 titlar i dubbel. 2023 vann han dubbelturneringen i franska öppna mästerskapen.